# 罗贝尔·莫尼耶
罗贝尔·莫尼耶（法語：Robert Monier，1885年2月20日—1944年12月6日），法国男子帆船运动员。他曾代表法国参加1920年夏季奥林匹克运动会帆船比赛，他与阿尔伯特·威尔（Albert Weil）和费利克斯·皮康（Félix Picon）一起获得了6.5米帆船比赛一枚银牌。他也曾代表法国参加国际橄榄球比赛。